# Dagomir Marquezi
Dagomir Marquezi (São Paulo, 7 de março de 1953) é um escritor, roteirista e jornalista brasileiro. Como ficcionista já escreveu para uma ampla gama de mídias: folhetins, telenovelas, radioteatros, histórias em quadrinhos, fotonovelas, musicais de TV, programas infantis, etc. Na imprensa destaca-se principalmente no chamado jornalismo gonzo e na militância à causa dos direitos animais.

## Biografia
Dagomir nasceu no bairro do Cambuci, zona central de São Paulo, numa casa de classe média baixa. Estudou no Ginásio Vocacional Oswaldo Aranha, onde a ideia de se tornar um escritor foi bastante influenciada por um de seus professores, o dramaturgo Jorge Andrade. Depois de uma frustrada passagem pela Escola de Ciências Sociais da FFCHL da Universidade de São Paulo, acabou fazendo o curso de jornalismo da Fundação Armando Álvares Penteado, a partir de 1978.
Sua iniciação na imprensa profissional aconteceu no Jornal Movimento, onde se dedicou particularmente às páginas culturais. Em seguida, passou a colaborar com a revista IstoÉ, o Jornal da República, o jornal Meio & Mensagem e a revista Homem. Em 1980, escreveu seu primeiro roteiro (para o curta-metragem O Grotão, dirigido por Flávio Del Carlo e estrelado por João Signorelli e Iara Jamra), e seu primeiro livro, Auika! (sobre cultura pop). Em 1983, tornou-se o comentarista de cinema da revista Veja.
Em 1984, roteirizou histórias em quadrinhos do Detetive Castro com desenhos de Flavio Colin na revista Inter! Quadrinhos publicada pela Editora Ondas.
Em 1985, juntou-se aos escritores Lauro César Muniz e Mário Prata no trabalho de escrever a novela Um Sonho a Mais para a Rede Globo. No ano de 1986, participou do jornal O Estado de S. Paulo, onde sua coluna "Recado Ecológico" se transformou num porta-voz da luta pelo fim da caça à baleia no litoral brasileiro.
No ano seguinte, largou o jornalismo para ser o co-autor com Mário Prata e Reinaldo Moraes da telenovela Helena, baseada em romance de Machado de Assis. Com o fim da telenovela, foi chamado para escrever na mesma Rede Manchete o musical semanal Milk-Shake, apresentado por Angélica. Em parceria com Ricardo Soares escreveu a adaptação para TV de O Diário de um Mago, baseado no romance de Paulo Coelho, mas a emissora já estava no fim, e a minissérie não foi produzida. Também roteirizou uma adaptação em quadrinhos, ilustrada por Marcus Wagner e publicada pela Editora Record em 1988.
Em 1993, voltou à TV como roteirista da série infantil TV Colosso para a Globo. No ano seguinte, foi contratado pelo SBT para redigir o programa Clube da Angélica, onde encaixaria a mini-novela satírica Tempestade de Lágrimas. Em 1996, escreveu a série Memória Band para a TV Bandeirantes.
Setembro de 1997 marcou o início dos quase dez anos de Dagomir Marquezi como contratado da Editora Abril. Começou na revista VIP, onde publicou o perfil do escritor Hélio do Soveral, que lhe renderia um Prêmio Abril de Jornalismo em 1998, e depois transferiu-se para a edição brasileira de Playboy.
Nessas publicações, Dagomir passou a desenvolver seu estilo gonzo: fingiu ser um saxofonista da banda Jota Quest, foi exibido por um dia no Zoológico de Bauru e fantasiou-se de Elvis Presley numa convenção de fãs.
A partir de 1997, passou a escrever a coluna "ZAP" para a revista Info Exame, onde tratava dos aspectos humanos da informática. Durante esse tempo, escreveu também para as revistas Superinteressante, Exame, Revista da Web, Placar, e Quatro Rodas. 

Em 2003, colaborou com uma história em quadrinhos de terror para adultos na revista Contos Bizarros, um spin-off da revista SuperInteressante.
Em 2004, ganhou o primeiro prêmio do Concurso de Dramaturgia da Funarte (gênero adulto, região Sudeste) com a peça Intervalo. Em 2007, deixou de ser exclusivo da Abril e voltou a ser um escritor free-lancer, passando a escrever também para a revista Época.
Em 2008, colaborou no roteiro de Dores & Amores, comédia romântica dirigida por Ricardo Pinto e Silva, baseada no romance Dores, Amores & Assemelhados, de Claudia Tajes, e em sua peça Intervalo.
Em 14 de setembro de 2009, fez a primeira leitura pública de sua peça teatral A Capa, no projeto Letras em Cena, no MASP. Marisa Orth, Bianca Tadini, Gerson Steves, Luzia Meneghini, Fabio Neppo, Thiago Catelani e Tadeu Pinheiro estavam no elenco.
Lançou o roteiro do filme Dores & Amores em julho de 2010, durante o III Festival de Cinema de Paulínia. O livro, co-escrito por Dagomir, Ricardo Pinto e Silva e Patrícia Müller, é integrante da Coleção Aplauso, publicação da Imprensa Oficial do Estado de São Paulo.

### Ensaios
- Auika! (1980)
- Eu Sou Animal (2013)

### Ficção
- O Caso da Mulher Dragão (1981)
- O Ocidente É Vermelho (1985)
- O Último Tiro (1987)
- Carro de Paulista (2011), co-autor
- Dores e Amores (2011), co-autor
- Intervalo (2013)

### Não-ficção
- Guerra Nuclear (1984), co-autor

### Histórias em quadrinhos
- Inter! Quadrinhos (1984)
- O Diário de um mago, adaptação do livro de mesmo nome de Paulo Coelho, com desenhos de Marcus Wagner (1988)
- Contos Bizarros (2003)